# John Lawry
John Lawry é um famoso tecladista cristão conhecido principalmente pelo seu trabalho com a banda Petra. Antes de ingressar no Petra, Lawry também chegou a tocar com a Joe English Band no início dos anos 80.
John participou do Petra durante um período áureo de sucesso da banda (1984-1994), deixando o grupo logo após a turnê do álbum Wake-Up Call, sendo que Jim Cooper, que era seu técnico de teclado, assumiu seu lugar na banda.
Em 2010, Lawry recebeu o convite para retornar ao Petra, desta vez, com a mesma formação clássica dos anos 80, para a gravação e turnê do álbum Back to the Rock, trabalho este, que marcou a volta de Lawry na produção musical da banda.

## Discografia
com Joe English Band
- (1982) - Held Accountable
- (1983) - Press On
- (1984) - Joe English Band Live
- (1985) - The Best Is Yet To Come

com Petra
- (1984) - Beat the System
- (1985) - Captured in Time and Space (CD/DVD)
- (1986) - Back to the Street
- (1987) - This Means War!
- (1988) - On Fire!
- (1989) - Petra Praise: The Rock Cries Out
- (1990) - Beyond Belief
- (1991) - Unseen Power
- (1992) - Petra en Alabanza
- (1993) - Wake-Up Call
- (2010) - Back to the Rock
- (2011) - Back to the Rock Live (CD/DVD)

como cantor solo e instrumentista
- (1990) - Media Alert
- (1997) - Excursions

com Project Damage Control
- (2010) - Mechanism

com CPR Band
- (2017) - Back to the Rock II